# Carlo Cattaneo
Pour les articles homonymes, voir Carlo Cattaneo (homonymie) et Cattaneo.

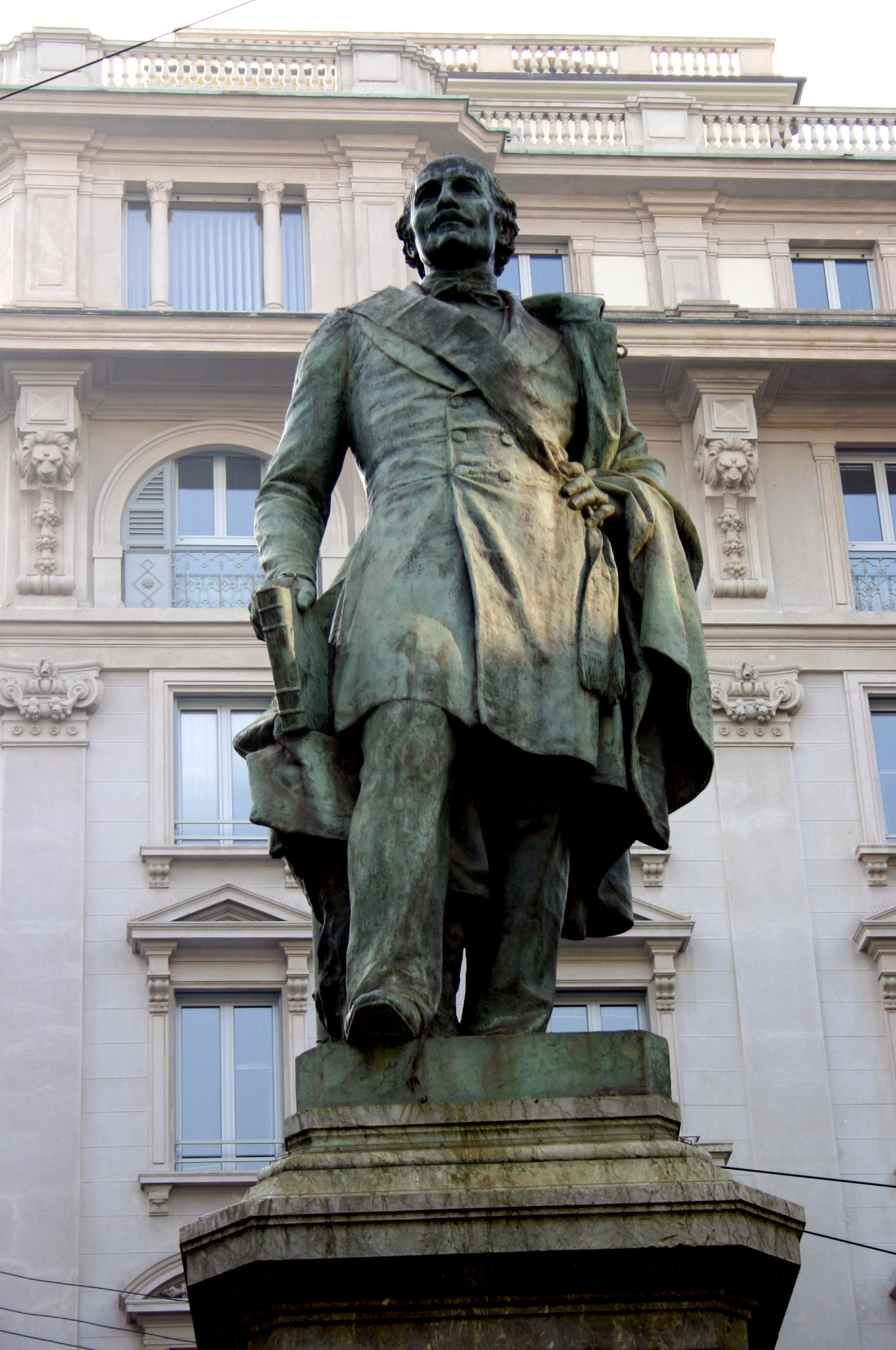
Statue de Carlo Cattaneo à Milan

Carlo Cattaneo (15 juin 1801-5 février 1869) est un historien, philosophe et patriote italien.

## Biographie

### Origines et formation
Carlo Cattaneo est le fils de Melchiorre, orfèvre de son état, et de Maria Antonia Sangiorgio. Carlo passe une grande partie de son enfance, se partageant entre la vie citadine milanaise et de longs et fréquents séjours à Casorate, chez ses parents paternels. C'est au cours de ses séjours que, profitant de la bibliothèque de son oncle Giacomo Antonio, un prêtre de la campagne, Carlo se passionne pour la lecture, surtout les classiques. Son amour pour les lettres classiques le conduit à entreprendre des études dans les séminaires de Lecco, puis  de Monza ce qui aurait dû le conduire à une carrière ecclésiastique mais à l'âge de dix-sept ans, il abandonne le séminaire pour continuer sa formation à Sant'Alessandro à Milan et par la suite au lycée de Porta Nuova où il obtient son diplôme en 1820.
Sa formation est marquée, au cours des études supérieures, par des maîtres tels que Giambattista De Cristofori et Giovanni Gherardini, qui lui ouvrent les portes du monde intellectuel milanais. Grâce à ses opportunités, outre la passion pour les études classiques, Cattaneo commence à s'intéresser aux sciences et à l'histoire. Toujours au cours de cette période, ses lectures à la bibliothèque de Brera revêtent une grande importance pour sa formation ainsi que les rapports avec son cousin paternel, Gaetano Cattaneo, qui, en plus d'être le directeur du Cabinet numismatique, est un membre important du monde intellectuel milanais du début siècle. Il fréquente aussi avec assiduité la bibliothèque Ambrosiana grâce au préfet Pietro Cighera, apparenté à sa mère, et la bibliothèque personnelle de son oncle, Antonio Cattaneo, pharmacien et chimiste.

### Formation politique
En décembre 1820, la Congrégation municipale de Milan l'engage comme professeur de grammaire latine et en sciences humaines au gymnase de Santa Marta où il reste quinze ans. Au cours de cette même période, il noue des contacts avec les intellectuels milanais, rejoignant le cercle de Vincenzo Monti et de sa fille Constanza. C'est au cours de ces années, qu'il lie amitié avec Stefano Franscini et Giuseppe Montani.
Après avoir participé à des cours de droit dispensés par Gian Domenico Romagnosi dans son école privée, il en devient l'ami et en 1824, il est diplômé en droit de l'Université de Pavie avec les meilleures notes.
En 1822, il publie un premier travail qui est un compte-rendu de l’Assunto primo della scienza del diritto naturale de Romagnosi. Entre 1823 et 1824, il s'absente à de nombreuses reprises de son poste d'enseignant pour cause de maladie, probablement en raison de forts rhumatismes. Entre 1824 et 1826, il publie ses traductions des ouvrages de vulgarisation d'histoire et de géographie allemands à la demande d'une commission gouvernementale. Au cours de cette période, il collabore avec son ami Stefano Franscini à la traduction de Histoire de la Suisse pour le peuple suisse d’Heinrich Zschokke qui n'est publié qu'en 1829.
En 1825, il perd son père et son frère Filippo, son frère ainé prend la succession de la bijouterie. La même année Cattaneo fait la connaissance d'Anna Woodcock, une jeune britannique qu'il épouse.
Il développe ses convictions républicaines et fait partie du mouvement des Carbonari qui est un mouvement révolutionnaire. Il se consacre à l'étude de la philosophie, dans l'espoir de régénérer le peuple italien  et il expose ses idées dans une revue fondée par lui à Milan en 1839, appelé Il Politecnico qu'il dirige jusqu'en 1844.

### Les cinq journées de Milan
Cattaneo participe à l'insurrection des cinq journées de Milan dont il est un leader. Avec les jeunes démocrates Enrico Cernuschi, Giulio Terzaghi et Giorgio Clerici il forme un conseil de guerre qui, ayant son siège au Palazzo Taverna, via Bigli, il dirige les opérations des insurgés. Il s'oppose à l'intervention piémontaise parce qu'il n'a aucune confiance en Charles-Albert de Savoie en raison de ses objectifs hégémonistes. Il envisage de renverser le gouvernement provisoire milanais ce dont Giuseppe Mazzini, de retour d'exil, s'oppose privilégiant l'unification à la démocratie et à la république.

### L'exil

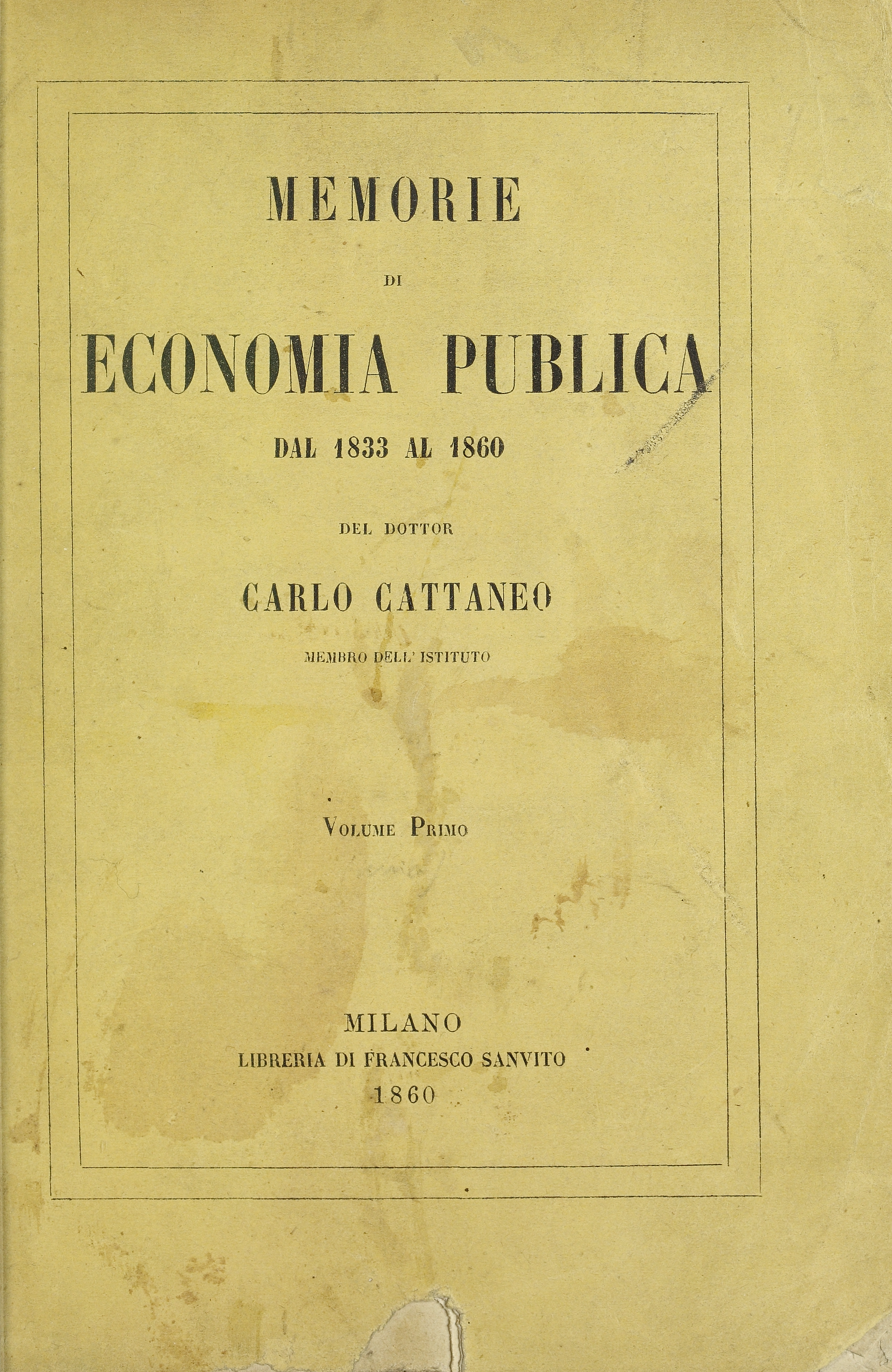
Memorie di economia pubblica dal 1833 al 1860, 1860

Avec le retour des Autrichiens à Milan, Cattaneo se rend à Paris où il rédige en français L'insurrection de Milan puis il réapparait en Suisse et il s'installe définitivement à Castagnola dans le pavillon de chasse de l'avocat libéral Pietro Peri, près de  Lugano. Il passe les vingt dernières années de sa vie en Suisse. Il donne des leçons et écrit, en trois volumes, Archivio triennale delle cose d'Italia imprimés par la Tipografia elvetica, puis, au début de 1860, il reprend la publication du Il Politecnico jusqu'en 1863. Avec Cavour et Quintino Sella, il est l'un des rares acteurs de la naissance italienne à défendre l'industrialisation du pays.
Il s'oppose fermement à Cavour pour son point de vue unitaire, et pour la cession de Nice et de la Savoie. En 1860, Garibaldi, depuis Naples, lui propose de prendre part au gouvernement des provinces de Naples, mais il n'est pas d'accord à une union avec le Piémont sans une autonomie locale. Il conforte son amitié avec Stefano Franscini, puissant homme politique du Tessin, participe à la vie politique du canton et de la ville. En 1852, il est l'un des fondateurs et le premier recteur du lycée de Lugano, où il enseigne, qu'il désire fortement afin de créer une instruction laïque libre du joug de l'église afin de former la classe bourgeoise libérale et laïque qui est la base du développement économique du reste de la Suisse.
Après l'unification de l'Italie, il est élu député en 1860 et 1867 au parlement italien mais il s'y refuse afin de ne pas avoir à jurer fidélité aux Savoie. En 1869, il finit par céder sous la pression de ses amis et renonce au dernier moment puis il retourne à Lugano.
Il meurt à Lugano et son corps repose dans le cimetière monumental de Milan à côté d'illustres concitoyens comme Alessandro Manzoni et Carlo Forlanini.
Cattaneo fut l'ami de Luciano Manara.

## Pensée politique fédéraliste

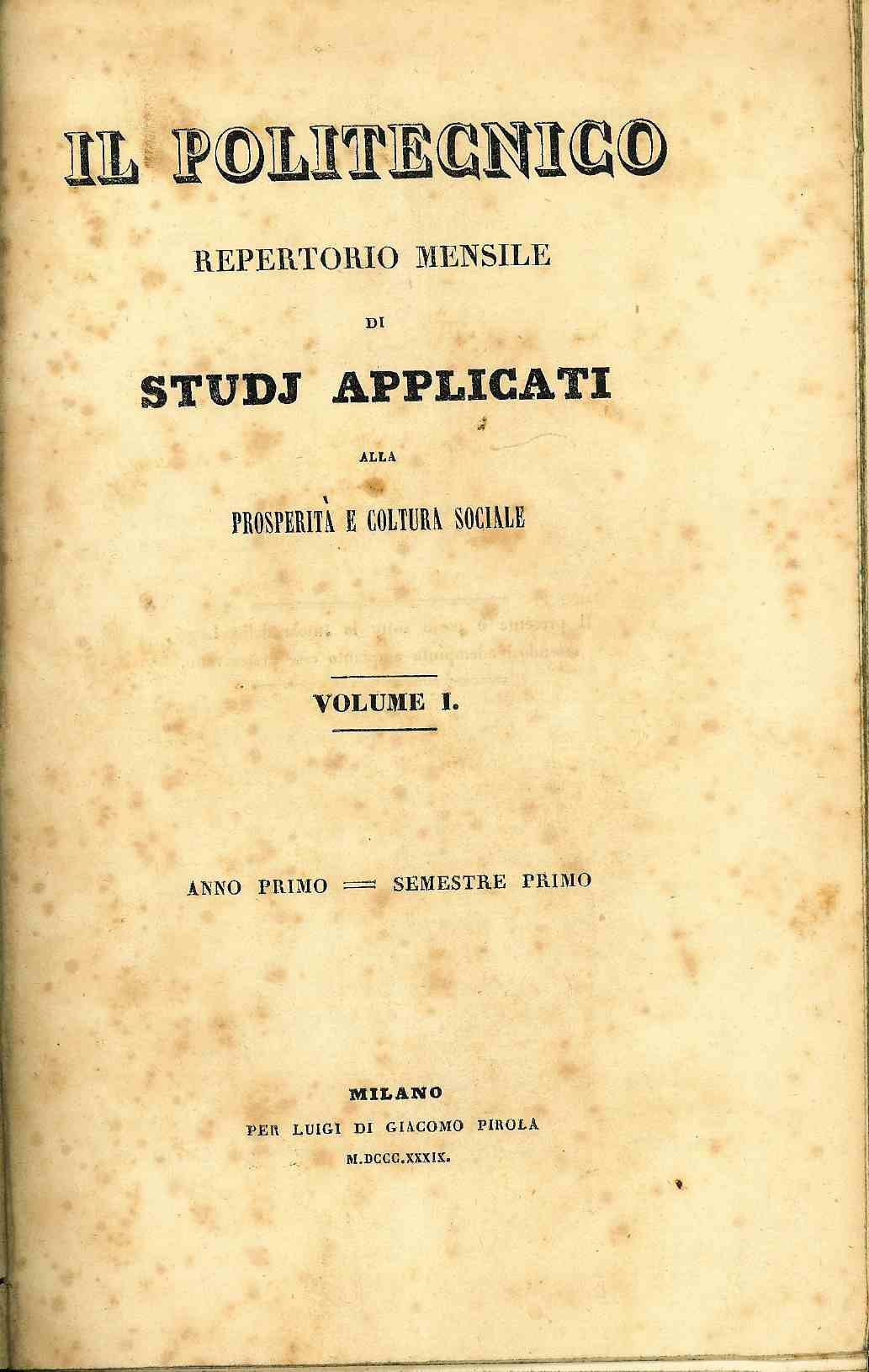
La première édition du Il Politecnico

Cattaneo, méfiant à l’égard de la centralisation, critique de l'unité défendue par Mazzini et du néoguelfisme de Gioberti, est connu pour ses idées fédéralistes qui s'appuient sur de forts principes libéraux et laïques. À l'aube de l'unification italienne, Cattaneo est un défenseur d'un système politique fondé sur une confédération d'États italiens sur le modèle de la Suisse. Par ses amitiés avec des hommes politiques du Tessin comme Stefano Franscini, il a pu découvrir, au cours de ses voyages, l'organisation et le développement économique de la Suisse qu'il attribue à cette forme de gouvernance. « Mieux vaut vivre ami en dix maisons qu'en désaccord en une seule » explique-t-il.
Il suit d'un œil critique la construction de l'unité italienne, mais ses positions fédéralistes l'isolent même au sein de la gauche démocratique.
Héritier de l’Illuminisme, cet esprit positiviste a foi en la raison pour transformer la société. La science et la justice doivent guider le progrès de la société grâce à la liberté de pensée. L’individu ne peut progresser qu’en participant à la vie sociale : ainsi le progrès naît-il de la confrontation avec les autres.
Cattaneo nie l'idée de contrat social, la société est « un fait naturel, primitif, nécessaire, permanent, universel… » ; un « fédéralisme de l'intelligence humaine » a toujours existé, il est surgi parce que c'est un élément nécessaire des esprits individuels.
Le fédéralisme permet d’assurer la liberté en assurant une meilleure participation du peuple aux affaires publiques. La liberté économique est fondamentale, elle est la conséquence logique de la liberté d’agir. Pour lui, « la liberté est une plante aux nombreuses racines » et si l’on supprime l’une de ses racines, la plante meurt. Il présuppose néanmoins une égalité de condition au départ, les disparités sociales doivent naître par la suite de la confrontation des talents.
Les premières traductions en français de ses œuvres le font qualifier de « penseur de premier plan. »

## Œuvres

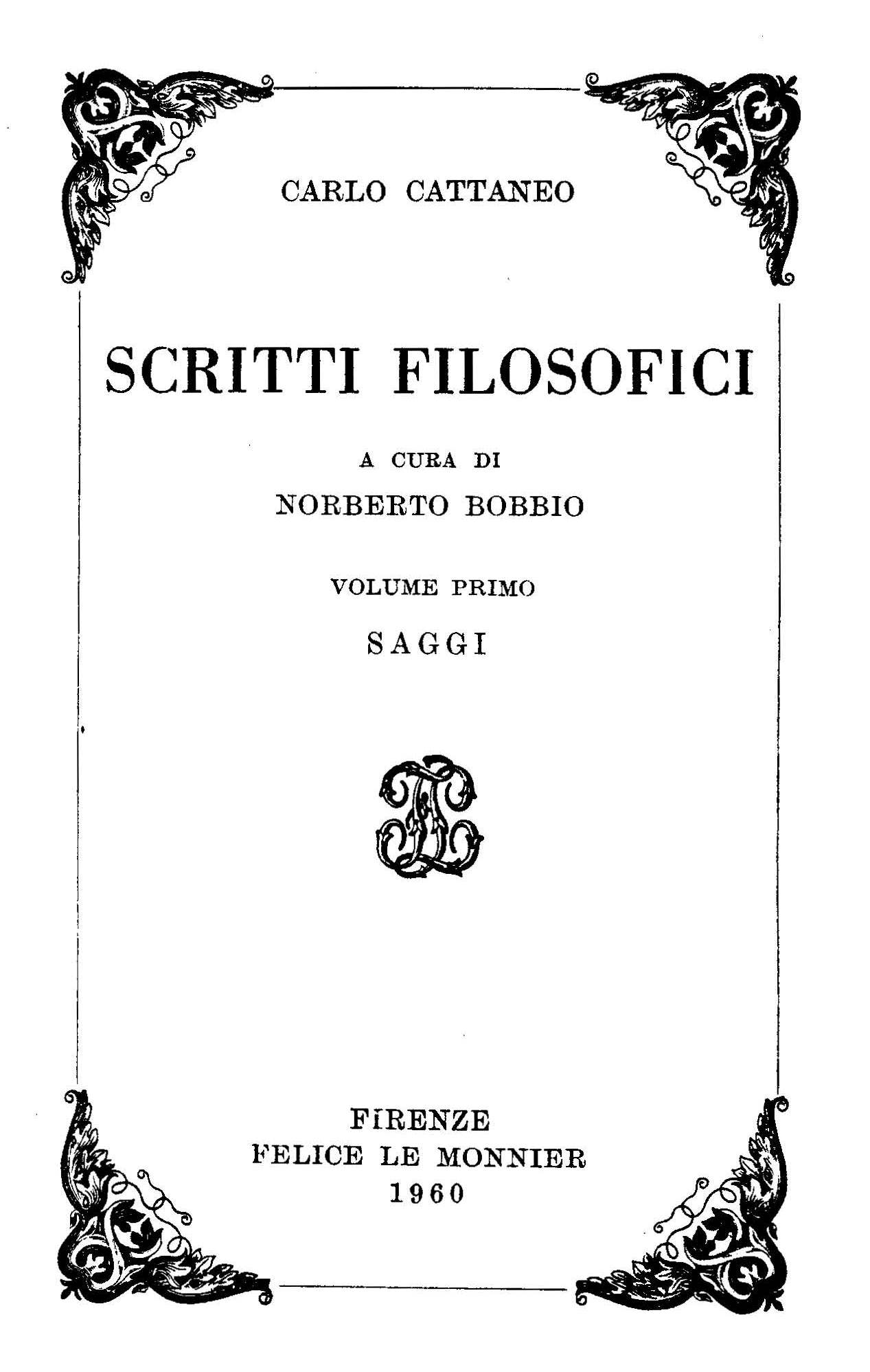
Scritti filosofici

- Assunto primo della scienza del diritto naturale di G. D. Romagnosi (1822)
- Se fossi ricco! (1827-1835 ?)
- Della Genesi del diritto penale (s.d.)
- Interdizioni israelitiche (1836)
- Prefazione a Ricerche sulla validità dei giudici del publico... (1836)
- Il dottor Carlo Cattaneo al signor don Antonio Serbati Rosmini (1836)
- Rendite e spese dell'Ospitale Maggiore di Milano... (1837)
- Del ristauro di alcuni edifici di Milano (1839)
- Vita di Dante di Cesare Balbo (1839)
- Di varie opere sulla riforma delle carceri (1840)
- Sulla deportazione, discorso tenuto alla Camera dei Comuni... (1842)
- D'un'accusa fatta dagli Annali di statistica a Romagnosi (1842)
- Sul principio istòrico delle lingue europee (1842)
- Applicazione dei principi linguistici alle questioni letterarie
- Dell'economia nazionale di Federico List (1843)
- Les forçats considérés sous le rapport physiologique... (1843)
- Esplorazione dell'istmo messicano (1845)
- Sull'imperio Indo-Britannico (1845)
- Annuario geografico italiano (1845)
- Programma al giornale " L'Italia Musicale " (1847)
- A guerra vinta ! (1848)
- L'insurrezione di Milano (1849)
- Controcanzone Al Fratelli d'Italia (1850)
- Archivio triennale delle cose d'Italia
- Il Lucomagno e il Gottardo (1856)
- Invito alli amatori della filosofia (1857)
- La città considerata come principio ideale delle istòrie italiane (1858)
- Psicologia delle menti associate (1859 - 1866)
- Prefazione al volume VIII del Politecnico (1860)
- Prefazione al volume IX del Politecnico (1860)
- Della pena di morte nella futura legislazione italiana (1860)
- Prolusione a un corso di filosofia nel Liceo ticinese (1860)
- Ugo Foscolo e l'Italia (1860)
- Gli antichi messicani (1860)
- La nuova legge del publico insegnamento (1860)
- Del pensiero come principio d'economia publica (1861)
- La vita nell'universo di Paolo Lioy (1861)
- Della China antica e moderna (1861)
- Sulla perpetuità della proprietà letteraria (1862)
- Lettera all'Associazione degli Operai Genovesi (1862)
- La guerra d'Italia - Le costituzioni - Li operai nel mondo moderno... (1862)
- Lettere sulla legge comunale e provinciale (1864)
- Agli Editori del Politecnico (1864)

### Traductions
- Interdictions israélites. Recherches historici-juridiques sur l'interdiction de la propriété aux israélites. Traduction d'Arnaud Clément, Conférence, 2023.
- Psychologie des esprits associés, traduction de Christophe Carraud, Conférence, 2023.

## Crédit d'auteurs
- (it)/(en) Cet article est partiellement ou en totalité issu des articles intitulés en italien « Carlo Cattaneo » (voir la liste des auteurs) et en anglais « Carlo Cattaneo » (voir la liste des auteurs).